# Isla Davaar
Isla Davaar  (en gaélico escocés: Eilean Dà Bhàrr) es una isla que está ubicada en la desembocadura del lago Campbeltown Loch frente a la costa este de Kintyre, en Argyll and Bute, Escocia. Es específicamente una isla de marea, unida al continente por una calzada natural de guijarros llamada Dhorlin cerca de Campbeltown durante lo que dura la marea baja. La travesía se puede realizar en unos 40 minutos aproximadamente.

## Historia
Davaar fue conocida como la isla de Sanct Barre entre los años 1449 y 1508. La forma moderna Davaar es una derivación del nombre del antiguo gaélico escocés  Do Bharre - thy St Barre. El Dr. Gillies en su recopilación "Nombres de lugares de Argyll" parece aceptar la derivación popular, Isla de doble punta (Da-Bharr), como la correcta.
En 1854, el faro de la isla de Davaar fue construido en el norte de la isla por los ingenieros de faros David y Thomas Stevenson. El faro se automatizó en 1983 y, en la actualidad, Davaar está habitado únicamente por los cuidadores de la isla que gestionan las casas de vacaciones para turistas y supervisan las actividades agrícolas, incluidas las ovejas de razas extrañas y el ganado de las Highlands junto con las cabras.
El Lookout, un edificio cuadrado que se levanta sobre una pequeña loma cerca del faro, fue construido durante la Segunda Guerra Mundial para albergar a las tripulaciones navales, cuya misión era tender redes antisubmarinas sobre el agua, protegiendo Campbeltown de los submarinos y navíos nazis. Durante este tiempo fue conocida como la Estación de Señales. Ha sido restaurado y convertido con buen gusto en un lugar único para quedarse durante las vacaciones.

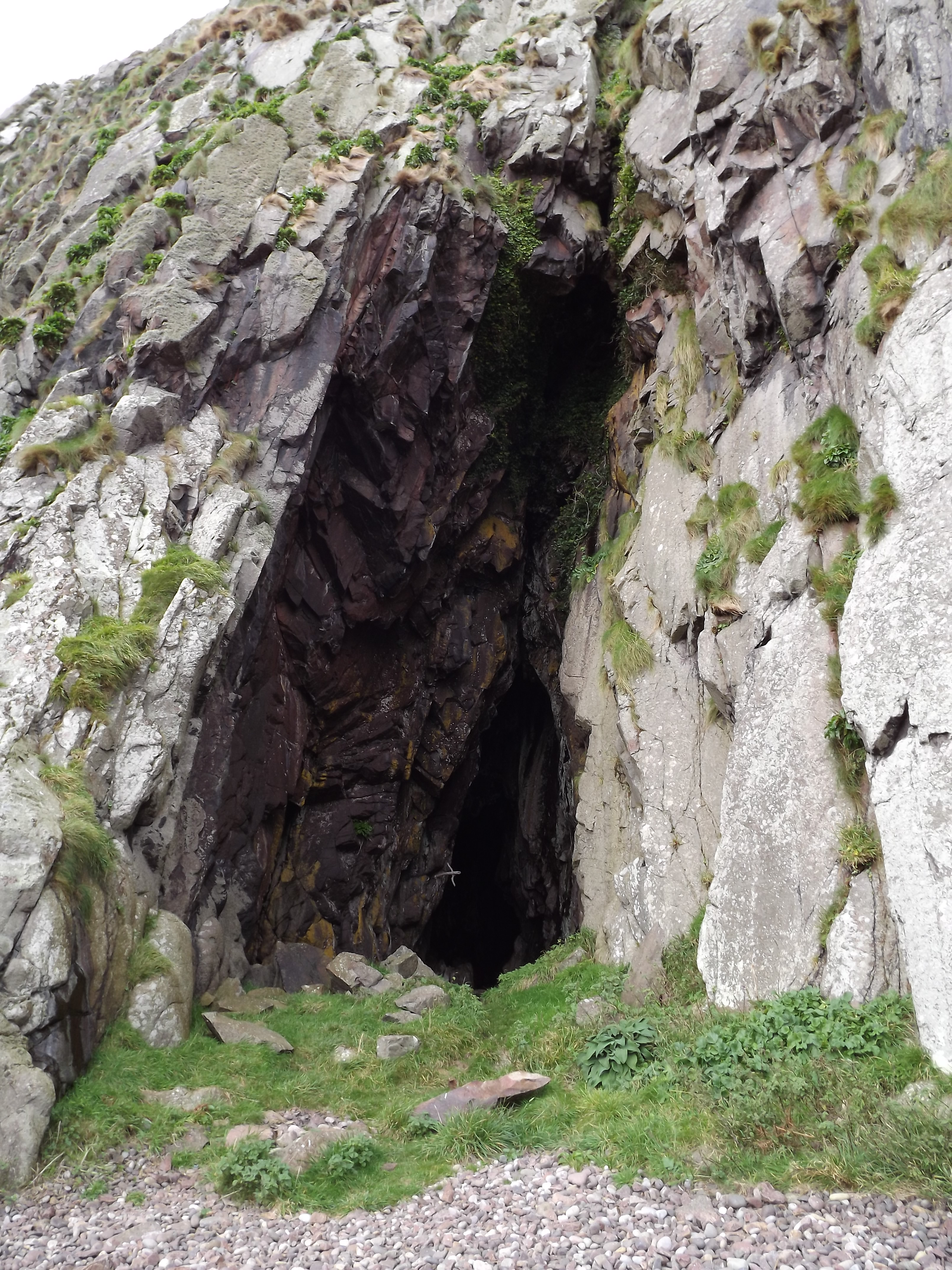
Entrada a la cueva que contiene la pintura de Archibald MacKinnon

La isla también es conocida por sus siete cuevas, una de las cuales contiene una pintura rupestre de tamaño natural que representa la crucifixión, pintada en 1887 por el artista local Archibald MacKinnon después de que tuvo una visión en un sueño que le sugirió que lo hiciera allí. La pintura causó revuelo en la zona, ya que fue vista como una señal de Dios; se dice que cuando la gente del pueblo descubrió que era MacKinnon quien la pintó, y no Dios, fue exiliado del pueblo indefinidamente. Restaurada varias veces desde entonces, incluidas dos veces por el artista original, la pintura fue objeto de vandalismo en julio de 2006, con una representación roja y negra del Che Guevara pintada sobre la obra maestra original. Desde entonces ha sido restaurado nuevamente.
La isla de Davaar es una de las 43 islas de marea a las que se puede caminar desde el continente de Gran Bretaña y una de las 17 a las que se puede caminar desde el continente escocés. Davaar es propiedad de Kildalloig Estate y forma parte del patrimonio de esta empresa agrícola.

## Turismo
Hay cuatro cabañas de vacaciones disponibles para que los visitantes se queden en la isla de Davaar. El Lookout (estación de señales de la Segunda Guerra Mundial) y el faro se han convertido en casas de vacaciones y en 2021 se construyeron dos cabañas adicionales estilo glamping en el lado este de la isla Davaar.

## Sellos
Se emitieron sellos locales para Davaar en la década de 1960. Los sellos sirvieron a los muchos visitantes de la isla que deseaban que su correo se publicara allí y que el barquero los llevara al buzón de correos GPO más cercano en Campbeltown en el continente. El servicio de barqueros terminó en algún momento a principios de la década de 1970. Las tarifas postales eran el doble de costosas que el promedio de las del resto de Reino Unido.